# Куба (Дагестан)
Куба́ — село в Лакском районе Дагестана. Административный центр Кубинского сельсовета.

## География
Село находится на расстоянии 25 км к северу от села Кумух, административного центра района.

## Население
| 1895 | 1926 | 1939  | 1959 | 1970 | 1989 | 2002 |
| ---- | ---- | ----- | ---- | ---- | ---- | ---- |
| 842  | ↗937 | ↗1005 | ↘565 | ↗623 | ↘380 | ↗506 |
| 2010 | 2021 |       |      |      |      |      |
| ↘458 | ↘437 |       |      |      |      |      |

## Инфраструктура
- Школа;
- Кубинская ГЭС (мощн. 0,06 МВт; действовала в 1949—1970 годах).

## Известные уроженцы
- Берцинаев, Магомед Исмаилович (1960—1999) — российский военнослужащий, прапорщик.

## Достопримечательности
- Памятник прапорщику медицинской службы 102-й бригады внутренних войск МВД Российской Федерации Магомеду Исмаиловичу Берцинаеву.